# Henryk Kempny
Henryk Paweł Kempny (ur. jako Helmut Paweł Kempny 24 stycznia 1934 w Bytomiu, zm. 29 maja 2016 tamże) – polski piłkarz występujący na pozycji napastnika, reprezentant Polski w latach 1955–1958, trener piłkarski.

## Kariera klubowa
W ekstraklasie strzelił 100 goli. Czterokrotnie zdobył mistrzostwo Polski, w 1954 roku oraz w 1962 roku z Polonią Bytom i dwukrotnie z Legią Warszawa (w 1955 i w 1956). Z Legią sięgnął także po Puchar Polski (1955, 1956). Dwukrotnie zdobył tytuł króla strzelców: w 1954 (13 bramek) i w 1956 (21 bramek).

## Kariera reprezentacyjna
29 maja 1955 zadebiutował w reprezentacji Polski w meczu z reprezentacją Rumunii rozegranym w Bukareszcie (2−2). Ogółem w latach 1955–1958 rozegrał w drużynie narodowej 16 spotkań i zdobył 6 goli.